# Formenos
Formenos est une forteresse fictive de l'œuvre littéraire de J. R. R. Tolkien, apparaissant notamment dans le roman Le Silmarillion.
C'est la forteresse construite par Fëanor et ses fils au nord du Valinor après que Fëanor a été banni de Tirion. Une partie des Noldor, dont leur roi Finwë, s'y exila avec Fëanor. Fëanor y conservait aussi les Silmarils, et Melkor y tua Finwë pour s'emparer des joyaux lors de l'Assombrissement du Valinor.